# Cape Sørlle
Cape Sørlle är en udde i Antarktis. Den ligger på Fredriksen Island] i Sydorkneyöarna. Argentina och Storbritannien gör anspråk på området.
Terrängen inåt land är kuperad åt nordväst, men åt nordost är den platt. Trakten är obefolkad.